# Rhynchostegiopsis tunguraguana
Rhynchostegiopsis tunguraguana är en bladmossart som beskrevs av Brotherus 1909. Rhynchostegiopsis tunguraguana ingår i släktet Rhynchostegiopsis och familjen Hookeriaceae. Inga underarter finns listade i Catalogue of Life.